# 雷里克
雷里克（德語：Rerik，發音：[ˈʁeːʁɪk] ⓘ）是德国梅克伦堡-前波美拉尼亚州罗斯托克县的城市，面积34.22平方千米，2023年12月31日人口为2,186人。